# Mormodes issanensis
Mormodes issanensis är en orkidéart som beskrevs av Francisco E.L.de Miranda och Kleber Garcia de Lacerda. Mormodes issanensis ingår i släktet Mormodes och familjen orkidéer. Inga underarter finns listade i Catalogue of Life.